# Agathis hyalinis
Agathis hyalinis är en stekelart som beskrevs av Bhat och Gupta 1977. Agathis hyalinis ingår i släktet Agathis och familjen bracksteklar. Inga underarter finns listade i Catalogue of Life.